# Joëlle Wintrebert
Joëlle Wintrebert (Tolón, 29 de septiembre de 1949) es una escritora, editora, antóloga y periodista francesa adscrita a los géneros de la ciencia ficción y literatura infantil. Además, fue editora de las revistas Horizon du Fantastique en 1975 y Univers. Ha realizado también labores de crítica literaria y cine.
Ha recibido en tres ocasiones el Prix Rosny: por su cuento La Créode en 1980, y por sus novelas Les Olympiades truquées y Pollen en 1988 y 2003 respectivamente.

## Obras

### Novelas
| - Les Amazones de Bohême (2006). - L'Amie-nuit (en colaboración con Henri Lehalle) (2010). - Bébé-miroir (1988). - Le Canari fantôme (2005). - La Chambre de sable (2008). - Chromoville (1983). - Le Créateur chimérique (1988). - La Créode et autres récits (2009). - La Fille de Terre Deux (1987). - Les Gladiateurs de Thulé (1983). | - Hurlegriffe (1996). - Kidnapping en télétrans (1984). - Lentement s'empoisonnent (1999). - Les Maîtres-feu (1982). - Nunatak (1983). - L'Océanide (1992). - Les Olympiades truquées (1980). - Les Ouraniens de Brume (1996). - Pollen (2002). - Le Roi des limaces (1999). |

### Cuentos
| - Alien bise (1994). - Arthro (2005). - Avatar (2000). - Camélions (2009). - Cendres (2005). - Comment en finir avec sa conscience (1975). - La Créode (1979). - La Déesse noire et le diable blond (2009). - E.T. rue Pharaon (1986). - Les Esthètes (1996). - Et après ? (1980). - La Femme est l'avenir de l'homme (2000). - La Fiancée du Roi (1998). - La Fille Lune (1999). - Fontaraigne (1984). - Gribouille, arrête de secouer la maison ! (1983). - Hétéros et Thanatos (1982). - Hurlegriffe (1983). | - Hydra (2006). - Il ne faut pas jouer avec les enfants (1978). - Imago (1999). - Invasive Évasion (2005). - La Journée de la guerre (2000). - Kidnapping en télétrans (1984). - Larme de laine (2009). - La Main (1975). - Métro Boulot Psycho (1981). - Miroir magique (1984). - Le Nirvâna des accalmeurs (1979). - L'Oasis (2000). - L'Oeil rouge du coutelier (1995). - Optimum avec Optima (1977). - Phéromones (1998). - Le Plaisir de la marche (1978). - La Proie (2001). - Pur esprit (1997). - Qui sème le temps récolte la tempête (1977). | - Renaissance (1999). - Sans appel (1980). - Slam party débusquée par la brigade anti-criminalité (2007). - Transfusion (1988). - Tristes tropismes (1980). - Le Verbiage du Verbic (ou) Vingt-quatre heures de la vie d'un chercheur (1979). - Le Verbiage du Verbic ou vingt-quatre heures de la vie d'un chercheur (1979). - Victoire (1992). - La Voix du sang (2000). |

### Antologías
- Petite anthologie de la science-fiction (2001).
- Petite anthologie du fantastique (1997).
- Univers 1983 (1983).
- Univers 1984 (1984).
- Univers 1985 (1985).